# Hockey op de Gemenebestspelen 2014 - Mannen
De vijfde editie van het hockeytoernooi van de Gemenebestspelen voor mannen had plaats op de Gemenebestspelen van 2010 in het Glasgow National Hockey Centre in Glasgow, Schotland. Het toernooi liep van 25 juli tot en met 4 augustus. Tien landen namen deel. Australië won ook dit keer en heeft tot nu toe alle edities gewonnen.

## Resultaten

### Eerste ronde

#### Groep A
| Team        | GS | W | G | V | DV | DT | +/− | Pnt |
| ----------- | -- | - | - | - | -- | -- | --- | --- |
| Australië   | 4  | 4 | 0 | 0 | 22 | 3  | +19 | 12  |
| India       | 4  | 3 | 0 | 1 | 16 | 9  | +7  | 9   |
| Zuid-Afrika | 4  | 2 | 0 | 2 | 9  | 12 | −3  | 6   |
| Schotland   | 4  | 1 | 0 | 3 | 6  | 16 | −10 | 3   |
| Wales       | 4  | 0 | 0 | 4 | 6  | 19 | −13 | 0   |

| 25 juli 2014 09:00 |         |       |                                                         |
| India              | 3–1     | Wales | Scheidsrechters: Peter Wright (RSA) Lim Hong Zhen (SIN) |
|                    | verslag |       | Scheidsrechters: Peter Wright (RSA) Lim Hong Zhen (SIN) |

| 25 juli 2014 11:00 |         |           |                                                        |
| Zuid-Afrika        | 2–0     | Schotland | Scheidsrechters: Haider Rasool (PAK) Adam Kearns (AUS) |
|                    | verslag |           | Scheidsrechters: Haider Rasool (PAK) Adam Kearns (AUS) |

| 26 juli 2014 14:00 |         |       |                                                            |
| Australië          | 7–1     | Wales | Scheidsrechters: Martin Madden (SCO) Gavin Caldecott (CAN) |
|                    | verslag |       | Scheidsrechters: Martin Madden (SCO) Gavin Caldecott (CAN) |

| 26 juli 2014 16:00 |         |           |                                                         |
| India              | 6–2     | Schotland | Scheidsrechters: Gareth Greenfield (NZL) Eric Koh (MAS) |
|                    | verslag |           | Scheidsrechters: Gareth Greenfield (NZL) Eric Koh (MAS) |

| 28 juli 2014 09:00 |         |           |                                                            |
| Zuid-Afrika        | 0–6     | Australië | Scheidsrechters: Dan Barstow (ENG) Gareth Greenfield (NZL) |
|                    | verslag |           | Scheidsrechters: Dan Barstow (ENG) Gareth Greenfield (NZL) |

| 28 juli 2014 11:00 |         |       |                                                        |
| Schotland          | 4–3     | Wales | Scheidsrechters: Peter Wright (RSA) Raghu Prasad (IND) |
|                    | verslag |       | Scheidsrechters: Peter Wright (RSA) Raghu Prasad (IND) |

| 29 juli 2014 14:00 |         |           |                                                        |
| India              | 2–4     | Australië | Scheidsrechters: Martin Madden (SCO) Dan Barstow (ENG) |
|                    | verslag |           | Scheidsrechters: Martin Madden (SCO) Dan Barstow (ENG) |

| 29 juli 2014 16:00 |         |             |                                                     |
| Wales              | 1–5     | Zuid-Afrika | Scheidsrechters: Eric Koh (MAS) Lim Hong Zhen (SIN) |
|                    | verslag |             | Scheidsrechters: Eric Koh (MAS) Lim Hong Zhen (SIN) |

| 31 juli 2014 14:00 |         |           |                                                       |
| Australië          | 5–0     | Schotland | Scheidsrechters: Lim Hong Zhen (SIN) Will Drury (WAL) |
|                    | verslag |           | Scheidsrechters: Lim Hong Zhen (SIN) Will Drury (WAL) |

| 31 juli 2014 16:00 |         |       |                                                            |
| Zuid-Afrika        | 2–5     | India | Scheidsrechters: Adam Kearns (AUS) Gareth Greenfield (NZL) |
|                    | verslag |       | Scheidsrechters: Adam Kearns (AUS) Gareth Greenfield (NZL) |

#### Groep B
| Team               | GS | W | G | V | DV | DT | +/− | Pnt |
| ------------------ | -- | - | - | - | -- | -- | --- | --- |
| Nieuw-Zeeland      | 4  | 4 | 0 | 0 | 19 | 3  | +16 | 12  |
| Engeland           | 4  | 3 | 0 | 1 | 18 | 5  | +13 | 9   |
| Canada             | 4  | 1 | 0 | 3 | 5  | 9  | −4  | 3   |
| Maleisië           | 4  | 1 | 0 | 3 | 6  | 18 | −12 | 3   |
| Trinidad en Tobago | 4  | 1 | 0 | 3 | 6  | 19 | −13 | 3   |

| 24 juli 2014 19:00 |         |                    |                                                                |
| Engeland           | 6–1     | Trinidad en Tobago | Scheidsrechters: Gareth Greenfield (NZL) Gavin Caldecott (CAN) |
|                    | verslag |                    | Scheidsrechters: Gareth Greenfield (NZL) Gavin Caldecott (CAN) |

| 24 juli 2014 21:00 |         |        |                                                     |
| Nieuw-Zeeland      | 3–1     | Canada | Scheidsrechters: Martin Madden (SCO) Eric Koh (MAS) |
|                    | verslag |        | Scheidsrechters: Martin Madden (SCO) Eric Koh (MAS) |

| 26 juli 2014 09:00 |         |                    |                                                      |
| Nieuw-Zeeland      | 8–0     | Trinidad en Tobago | Scheidsrechters: Raghu Prasad (IND) Will Drury (WAL) |
|                    | verslag |                    | Scheidsrechters: Raghu Prasad (IND) Will Drury (WAL) |

| 26 juli 2014 11:00 |         |        |                                                       |
| Maleisië           | 2–0     | Canada | Scheidsrechters: Peter Wright (RSA) Dan Barstow (ENG) |
|                    | verslag |        | Scheidsrechters: Peter Wright (RSA) Dan Barstow (ENG) |

| 27 juli 2014 19:00 |         |                    |                                                          |
| Canada             | 3–1     | Trinidad en Tobago | Scheidsrechters: Lim Hong Zhen (SIN) Haider Rasool (PAK) |
|                    | verslag |                    | Scheidsrechters: Lim Hong Zhen (SIN) Haider Rasool (PAK) |

| 27 juli 2014 21:00 |         |          |                                                         |
| Maleisië           | 1–8     | Engeland | Scheidsrechters: Raghu Prasad (IND) Martin Madden (SCO) |
|                    | verslag |          | Scheidsrechters: Raghu Prasad (IND) Martin Madden (SCO) |

| 29 juli 2014 09:00 |         |          |                                                       |
| Nieuw-Zeeland      | 2–1     | Engeland | Scheidsrechters: Adam Kearns (AUS) Peter Wright (RSA) |
|                    | verslag |          | Scheidsrechters: Adam Kearns (AUS) Peter Wright (RSA) |

| 29 juli 2014 11:00 |         |          |                                                         |
| Trinidad en Tobago | 4–2     | Maleisië | Scheidsrechters: Will Drury (WAL) Gavin Caldecott (CAN) |
|                    | verslag |          | Scheidsrechters: Will Drury (WAL) Gavin Caldecott (CAN) |

| 31 juli 2014 09:00 |         |        |                                                     |
| Engeland           | 3–1     | Canada | Scheidsrechters: Martin Madden (SCO) Eric Koh (MAS) |
|                    | verslag |        | Scheidsrechters: Martin Madden (SCO) Eric Koh (MAS) |

| 31 juli 2014 11:00 |         |               |                                                        |
| Maleisië           | 1–6     | Nieuw-Zeeland | Scheidsrechters: Dan Barstow (ENG) Haider Rasool (PAK) |
|                    | verslag |               | Scheidsrechters: Dan Barstow (ENG) Haider Rasool (PAK) |

### Kruisingswedstrijden
Halve finale
| 2 augustus 2014 12:15 |         |          |                                                         |
| Australië             | 4–1     | Engeland | Scheidsrechters: Martin Madden (SCO) Peter Wright (RSA) |
|                       | verslag |          | Scheidsrechters: Martin Madden (SCO) Peter Wright (RSA) |

| 2 augustus 2014 14:30 |         |       |                                                      |
| Nieuw-Zeeland         | 2–3     | India | Scheidsrechters: Adam Kearns (AUS) Dan Barstow (ENG) |
|                       | verslag |       | Scheidsrechters: Adam Kearns (AUS) Dan Barstow (ENG) |

### Plaatsingswedstrijden
Om de negende plaats
| 1 augustus 2014 18:00 |         |                    |                                                           |
| Wales                 | 2–0     | Trinidad en Tobago | Scheidsrechters: Raghu Prasad (IND) Gavin Caldecott (CAN) |
|                       | verslag |                    | Scheidsrechters: Raghu Prasad (IND) Gavin Caldecott (CAN) |

Om de zevende plaats
| 1 augustus 2014 20:00 |         |          |                                                              |
| Schotland             | 1–2     | Maleisië | Scheidsrechters: Gareth Greenfield (NZL) Lim Hong Zhen (SIN) |
|                       | verslag |          | Scheidsrechters: Gareth Greenfield (NZL) Lim Hong Zhen (SIN) |

Om de vijfde plaats
| 2 augustus 2014 10:00 |         |        |                                                       |
| Zuid-Afrika           | 7–3     | Canada | Scheidsrechters: Will Drury (WAL) Haider Rasool (PAK) |
|                       | verslag |        | Scheidsrechters: Will Drury (WAL) Haider Rasool (PAK) |

Om de derde plaats
| 3 augustus 2014 10:00 |              |               |                                                       |
| Engeland              | 3–3 4–2 (ns) | Nieuw-Zeeland | Scheidsrechters: Adam Kearns (AUS) Peter Wright (RSA) |
|                       | verslag      |               | Scheidsrechters: Adam Kearns (AUS) Peter Wright (RSA) |

Finale
| 3 augustus 2014 12:15 |         |       |                                                        |
| Australië             | 4–0     | India | Scheidsrechters: Dan Barstow (ENG) Martin Madden (SCO) |
|                       | verslag |       | Scheidsrechters: Dan Barstow (ENG) Martin Madden (SCO) |

## Eindrangschikking
| rang   | land               |
| ------ | ------------------ |
| Goud   | Australië          |
| Zilver | India              |
| Brons  | Engeland           |
| 4      | Nieuw-Zeeland      |
| 5      | Zuid-Afrika        |
| 6      | Canada             |
| 7      | Maleisië           |
| 8      | Schotland          |
| 9      | Wales              |
| 10     | Trinidad en Tobago |

Kuala Lumpur 1998 (mannen, vrouwen) · 
Manchester 2002 (mannen, vrouwen) · 
Melbourne 2006 (mannen, vrouwen) · 
Delhi 2010 (mannen, vrouwen) · 
Glasgow 2014 (mannen, vrouwen)
Atletiek · Badminton · Boksen · Bowls · Gewichtheffen · Gymnastiek · Hockey · Judo · Netball · Rugby sevens · Schietsport · Schoonspringen · Squash · Tafeltennis · Triatlon · Wielersport · Worstelen · Zwemmen